# Portula
Portula er en comune (kommune) i Biella i den italienske region Piemonte, lokaliseret omkring 80 km nordøst for Torino og omkring 14 km nordøst for Biella. Den 31. December 2004, havde byen et indbyggertal på 1,505 og et areal på 11.1 km².
Portula grænser op til følgende kommuner: Caprile, Coggiola, Pray, Trivero. Postnummeret for byen er 13050, og områdekoden er 015.